# Macrostomum hystrix
Macrostomum hystrix és una espècie de planària hermafrodita. Mentre la majoria de planàries hermafrodites es reprodueixen únicament per un intercanvi de material genètic amb altres conespecífics, Macrostomum hystric és singular en el fet que és capaç d'autofertilitzar-se mitjançant una injecció d'esperma a través del seu penis en forma d'agulla en el seu propi cap en un procés anomenat inseminació hipodèrmica.
Les planàries que es crien soles tenien una quantitat desproporcionada d'esperma en la regió cefàlica en comparació amb altres que tenien l'oportunitat de dur a terme fertilització creuada amb altres espècimens. Les planàries prefereixen la fertilització creuada quan aquesta és possible.